# Thomas Dekker (skådespelare)

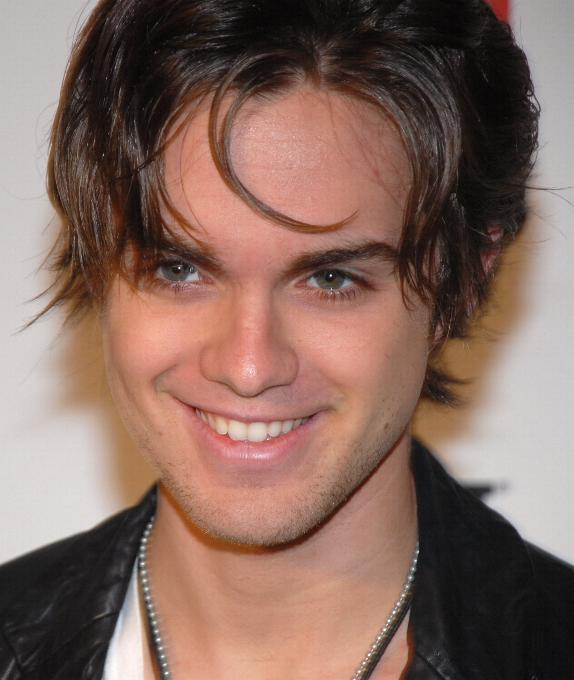
Thomas Dekker (2007)

Thomas Dekker, född 28 december 1987 i Las Vegas, är en amerikansk skådespelare som har spelat i filmer som Village of the Damned,  Allt för min syster och i serier som House och Heroes.
Thomas Dekker spelade även Nick Salinzky i TV-serien Honey, I Shrunk the Kids, (Young) Donny Osmond i TV-filmen Inside the Osmonds samt John Connor i tv-serien Terminator: The Sarah Connor Chronicles. Han är även med i TV-serien The Secret Circle.